# Botryche de Virginie
Botrypus virginianus
Genre
Espèce
Botrypus virginianus, connu sous le nom commun de botryche de Virginie, est une espèce de fougère dans la famille des Ophioglassacées, originaire de l'Amérique du Nord,.

## Description
C'est une fougère de taille moyenne, atteignant 30 à 80 cm, séparée en deux sections distinctives, toutes deux grandement divisées: la fronde fertile (qui produit les spores) dressée, avec un long pédoncule se terminant en panicule et une fronde stérile qui est plus basse, divisée trois fois. Les fructifications apparaissent au printemps et les sporanges ne comportent pas d'enveloppe rigide, elles sont arrangées en deux rangées.

## Distribution et habitat
Botrypus virginianus est retrouvée en milieux forestiers, dans des sites frais et parfois humides; préférant les endroits ombragés ou semi-ombragés, au sol de forêts de feuillus, mixtes ou résineuses. Il s'agit de la plus fréquente des espèces de botryches; au Canada, on la retrouve au Québec jusqu'à l'extrème nord des pessières noires à mousses (52e degré de latitude), quoique plus commune au sud; on la retrouve également au Nouveau-Brunswick et en Nouvelle-Écosse et peu commune dans l'Île-du-Prince-Édouard.